# 孔家大院
37°25′23″N 112°33′01″E / 37.42306°N 112.55028°E
孔家大院位于山西省晋中市太谷区明星镇城内西南部的上观巷1号，是孔祥熙的旧居，已列为全国重点文物保护单位。

## 位置
孔家大院位于晋中市太谷区城内西南部，无边寺以西，坐南朝北，北临上观巷，东临南大方巷，西临杨庙巷。

## 历史
孔家大院原系太谷士绅孟广誉的宅第，建于清乾隆至咸丰年间，民国19年（1930年）孔祥熙以2万银元购得，进行维修改建。1934年11月，蒋介石夫妇曾到此作客居住。1939年为日军占用。1949年后曾先后被太谷地质学校（东华理工大学前身）、太谷师范学校等单位使用。现设有孔祥熙生平展、蒋介石客居展等。

## 建筑
孔家大院坐南朝北，东西91米，南北69米，总面积6325平方米，保留了北方明清民居的厚重、华丽风格，并融合了南方园林的灵动特色，各院落之间以造型各异的门窗相隔。现存正院、厨房院、书房院、戏台院、墨庄院、西偏院、西花园及部分残损的东花园，共8个院落。东西横向并列。现存单体建筑33座。
正院为清代建筑，前后三进院落，分别为五间过厅（单檐卷棚硬山屋顶）、三间硬山顶官厅和二层单檐单坡硬山顶主房。
书房院位于正院西侧，包括北房和南房，南房带三间平顶过厅，通厨房院。
厨房院位于正院西侧、书房院南侧，建于民国。
戏台院位于厨房院西侧，建于清代。
墨庄院位于戏台院西侧，建于清代，现存北厅、过厅。
西偏院位于墨庄院、西花园西侧。
西花园位于书房院西侧，戏台院、墨庄院北侧，有赏花厅、陶然厅和水池。
东花园位于正院东侧，建于民国。部分残损。

## 保护
1996年1月12日，孔祥熙故居被列为第三批山西省文物保护单位。
2013年3月5日，孔家大院公布为第七批全国重点文物保护单位，编号7-1650-5-043，近现代重要史迹及代表性建筑类。
- 大门
- 大门
- 第一进院
- 第一进院官厅内部
- 第二进院
- 东花园
- 东花园
- 西花园
- 西花园
- 珍宝馆